# Joseph Schauers
Joseph Anthony Schauers (27 maggio 1909 – 18 ottobre 1987) è stato un canottiere statunitense.

## Palmarès

### Olimpiadi
- 1 medaglia:
  - 1 oro (Los Angeles 1932 nel due con)